# 아오타 쇼
아오타 쇼(일본어: 青田 翔, 1986년 11월 13일 ~ )는 일본의 축구 선수이다.

## 구단 경력
과거 YSCC 요코하마에서 활동하였다.